# Manipur
Manipur är en delstat i nordöstra Indien, av Nehru kallad the Jewel of India, vilket anspelar på dels naturen, dels namnets betydelse på meiteispråket.

## Historia
Delstaten har stått under brittisk kontroll sedan 1825. Ett förrädiskt mord på några brittiska ämbetsmän 1891 ledde till en brittisk straffexpedition, varvid regenten förvisades till Andamanerna och andra medskyldiga hängdes. Till ny raja utsågs en femåring. Så länge han var minderårig (till 1907) stod staten under brittisk förvaltning (se även Manipurkriget 1891). Manipur blev en del av Indiska Unionen 15 oktober 1949, då som ett unionsterritorium (Indien fick sitt nuvarande namn 1950). Manipur blev en delstat 21 januari 1972.
Före den indiska självständigheten var Manipur en brittisk vasallstat vid Indiens nordöstra gräns, politiskt stående under viceguvernören i östra Bengalen och Assam. 21 900 km² och 284 465 inv. (1901).

## Geografi
Delstaten är liksom de flesta grannstaterna i nordöst höglänt, och består av en bred dal, vattnad av många floder, av vilka de största är Barak (till Megna) och Manipur (till Chindwin) samt ett större omgivande bergland. 34,5 procent av delstatens area är åkermark.

## Kultur
Klassisk manipuri är en dansform som skiljer sig från övrig klassisk dans i Indien.
Det anses att litteratur och skrivkunnighet har en mycket lång historia i Manipur. Först senare under historien har den hinduiska kulturen trängt in, nämligen på 1700-talet. Idag är 58 procent av befolkningen hinduer, 34 procent kristna och 7 procent muslimer. 68,9 procent av befolkningen är läskunnig, varav 77,9 procent av männen och 59,7 procent av kvinnorna.
Före hinduismen anses kvinnorna ha varit jämställda med männen, trots att polygami var vanligt. Numera är samhället patriarkalt.  Meiteifolket är indelat i sju olika klaner.
Från Manipur härstammar polospelet.

## Samhälle
Befolkningen består av olika grupper av tibeto-burmanska folk, främst det hinduiska folket Meitei, som bor i Manipurs dalgång och är den dominerande befolkningsgruppen samt de kristna Naga (vilka är delade i ett stort antal klaner) i bergen och det muslimska folket Meitei Pangal med rötter i Bengalen. Etnografiskt ligger delstaten mittemellan det kaukasiskt-dravidiska Indien och det östligare mongoliska området. De senaste tre decennierna har en avsevärd illegal invandring från Bangladesh, Myanmar och Nepal ägt rum.
Det officiella språket är meitei, men det finns också 44 stamfolk med eget språk.
Urbaniseringsgraden i Manipur är 20,1 procent.

## Ekonomi
Industrialiseringsgraden är låg i Manipur. Näringslivet vilar nästan helt på jordbruk, och i viss mån hemslöjd, till exempel lergods, och dylikt. Traditionellt produceras mindre mängder silke. Största produkterna är ris och skogsprodukter, vilka också exporteras. Delstaten är även ryktbar för sin utmärkta ponnyavel. 